# Битва при Фонтен-Франсез
Битва при Фонтен-Франсез — сражение в районе города Фонтен-Франсез в 1595 году в рамках Восьмой (и последней) Религиозной войны во Франции («Войны трёх Генрихов») и Англо-испанской войны (1585—1604) между французскими королевскими войсками короля Генриха IV и войсками Испании и Католической лиги под командованием Хуана Фернандеса де Веласко и Шарля Лотарингского, герцога Майеннского.

## Предыстория
В начале июня 1595 года дон Хуан Фернандес де Веласко (губернатор Милана и коннетабль Кастилии) пересек Альпы с армией из 12 000 солдат из Италии и Сицилии. В епископстве Безансон он соединился к силами Шарля Лотарингского, герцога Майеннского — главы Католической лиги. Вместе они двинулись к Дижону, чтобы взять город. Узнав об их планах, Генрих IV стремительно выдвинулся к Труа с 3000 солдат — всем, что он был в состоянии собрать.

## Битва
Сражение состоялось 5 июня в Фонтен-Франсез (Бургундия). В то утро Генрих IV двигался в сопровождении своих разведчиков и наткнулся на испанские войска случайно. Чтобы не потерять эффект неожиданности, король атаковал противника во главе легкой кавалерии. Несмотря на численное меньшинство, французам удалось ошеломить врага и заставить их отступить.
После этой атаки Генрих решил завербовать местных жителей (в основном, крестьян) и вооружить их косами и металлическими предметами, которые могли сверкать на солнце. Он расположил их на холме, вперемешку с солдатами, пытаясь таким образом создать впечатление многочисленной армии.
В то же время Фернандес де Веласко был убежден, что Генрих ждет подкрепления, и, наблюдая за движением войск издалека, пришел к убеждению, что Генрих действительно имеет численное превосходство. По этой причине он решил отступить.

## Последствия
Французская победа знаменовала собой конец Католической лиги, хотя восьмая Гугенотская война завершилась лишь подписанием Вервенского мира 2 мая 1598 года и возвращением Франции захваченных испанцами городов.